# イカナゴ科
イカナゴ科（学名：Ammodytidae）は、スズキ目ワニギス亜目に所属する魚類の分類群の一つ。イカナゴ・タイワンイカナゴなど、水産上重要な小型魚が含まれる。科名の由来は、ギリシア語の「ammos（砂）」と「dytes（潜る）」から。
Nelson（2016）の体系において7属28種が認められている。本項では、FishBaseに記載される7属34種、およびイカナゴ Ammodytes japonicusを追加した35種をリストする。

## 分布・生態
イカナゴ科の魚類はすべて海水魚で、インド洋・太平洋・大西洋など世界中の海に幅広く分布する。北極海をはじめとする寒冷な海に暮らす種類は資源量が極めて大きく、中・大型魚類や海棲哺乳類・海鳥の餌生物として重要な存在となっている。日本近海には少なくとも4属5種が知られ、特にイカナゴ・キタイカナゴは食用魚として広く利用される。
本科魚類は他のワニギス亜目の仲間と共通して、砂地に潜る習性をもつ。多くのイカナゴ類は昼間に大きな群れを成して遊泳し、浮遊性の動物プランクトンを捕食するなど活発に活動する一方、夜間は砂底の海底に体をうずめて休息する。遊泳から休息に移行する薄暮時（あるいは逆の薄明時）には捕食者が休息地に集まる姿が観察されており、イカナゴ類にとって最も危険な時間帯となっている。

## 形態
イカナゴ科の魚類は円筒形の細長い体型をもち、最大種では全長30cmほどに成長する。一般に、熱帯域に生息する種に比べ、極圏に近い冷たい海で暮らすものほど形態の特化が進む傾向にある。
ほとんどの種類は歯をもたず、下顎は上顎よりも長く突き出す。鱗は微小な円鱗で数は非常に多く、斜めに配列する。側線は体側の高い位置、背鰭のすぐ近くを走行する。浮き袋をもたない。
背鰭は1つで基底は長く、棘条はなく40-69本の軟条で構成される。臀鰭は14-36本の軟条からなり、尾鰭は二又に分かれる。腹鰭を欠く種類が多いが、タイワンイカナゴおよび Protammodytes 属の1種（P. sarisa）のみ1棘4-5軟条の腹鰭を喉の位置に有している。
Hyperoplus 属を除き、前上顎骨を突出させることができる。鰓条骨は7本。椎骨は52-78個と多く、尾椎の数が腹椎よりも少ないというスズキ目の中では例外的な特徴をもつ。

## 分類
イカナゴ科にはNelson（2016）の体系において7属28種が認められている。FishBaseでは7属34種が記載されている（2025年4月1日時点）。本項ではイカナゴ Ammodytes japonicusを追加した35種をリストする。日本に分布するイカナゴ属はイカナゴとキタイカナゴの2種とされてきたが、東北地方太平洋沿岸に生息する種がオオイカナゴ Ammodytes heian として新種記載され、かつて Ammodytes personatus の学名が適用されていたイカナゴは Ammodytes japonicus となった。
本科は同じワニギス亜目に所属するトラキヌス科・ミシマオコゼ科を合わせたグループの姉妹群に当たることが示唆されている。
- イカナゴ属 Ammodytes
  - Ammodytes tobianus

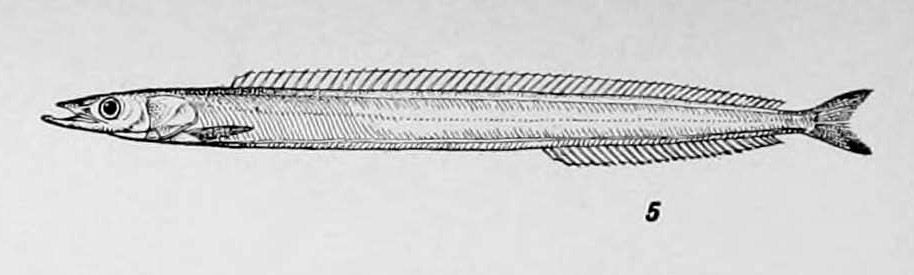
イカナゴ属の1種（Ammodytes americanus）。北アメリカ北東部の沿岸に生息する種類

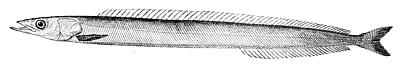
イカナゴ属の1種（Ammodytes dubius）。A. americanus と分布域・形態ともに類似する

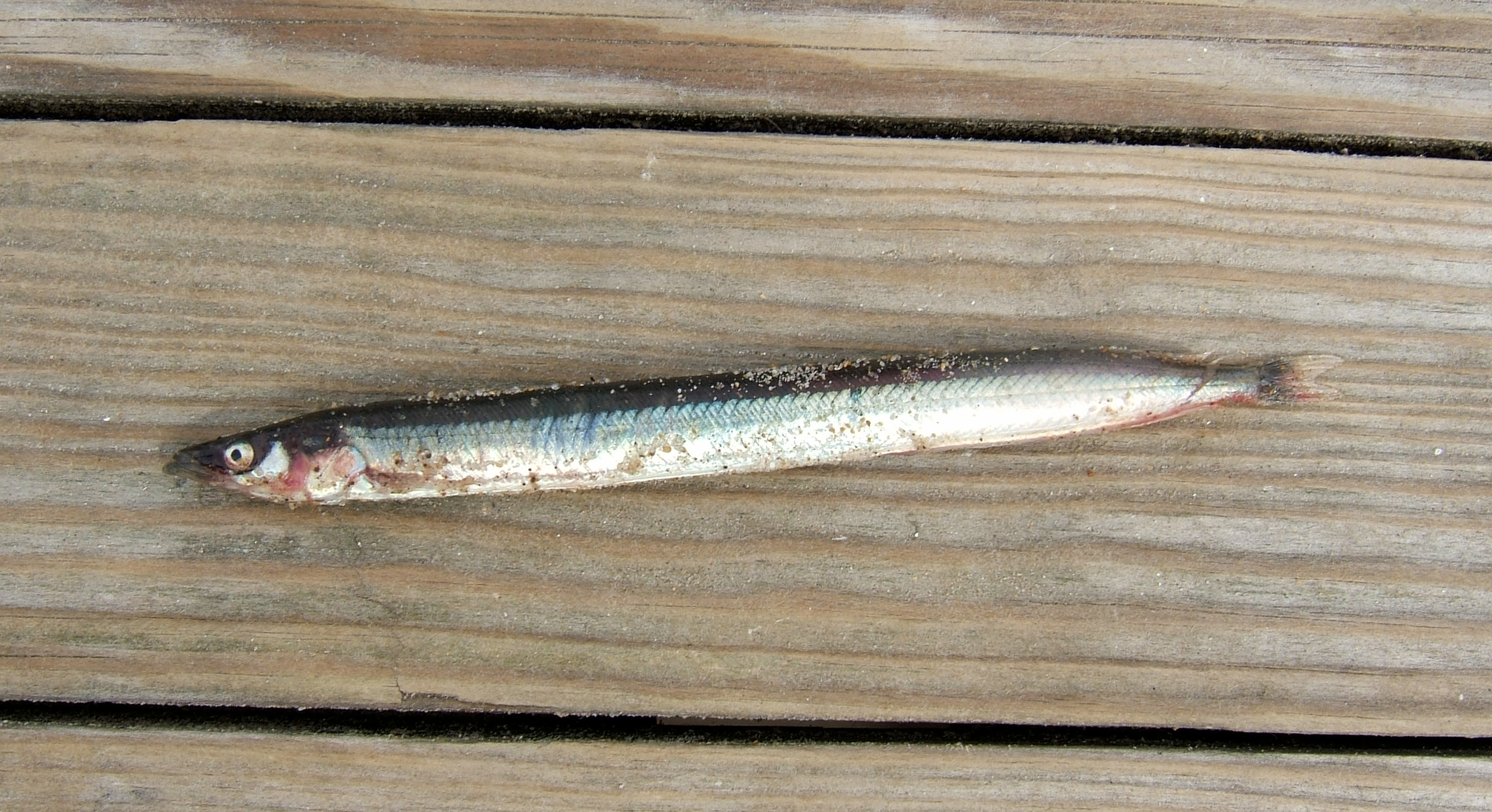
イカナゴ属の1種（Ammodytes tobianus）。欧州の沿岸に広く分布する水産重要種

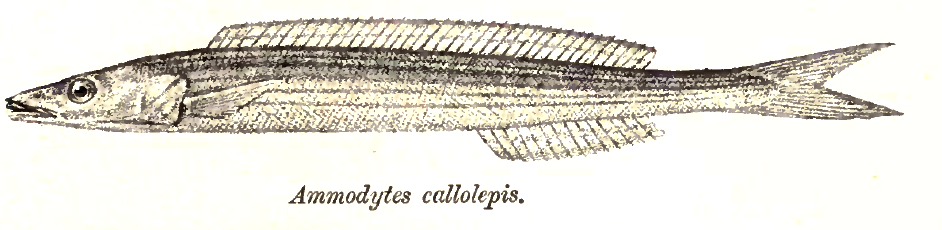
タイワンイカナゴ属の1種（Bleekeria kallolepis）。インド洋から知られる熱帯性のイカナゴ類

  - キタイカナゴ Ammodytes hexapterus
  - Ammodytes dubius
  - Ammodytes americanus
  - Ammodytes personatus
  - Ammodytes marinus
  - オオイカナゴ Ammodytes heian
  - イカナゴ Ammodytes japonicus
- ミナミイカナゴ属 Ammodytoides
  - Ammodytoides vagus
  - Ammodytoides gilli
  - Ammodytoides renniei
  - ミナミイカナゴ Ammodytoides kimurai
  - Ammodytoides pylei
  - Ammodytoides leptus
  - Ammodytoides idai
  - Ammodytoides praematura
  - Ammodytoides xanthops
  - ゴマヒレミナミイカナゴ Ammodytoides kanazawai
- タイワンイカナゴ属 Bleekeria
  - Bleekeria kallolepis
  - タイワンイカナゴ Bleekeria mitsukurii
  - Bleekeria viridianguilla
  - Bleekeria murtii
  - Bleekeria estuaria
  - Bleekeria profunda
  - Bleekeria albicauda
  - Bleekeria nigrilinea
- Hyperoplus 属
  - Hyperoplus lanceolatus
  - Hyperoplus immaculatus
- Gymnammodytes 属
  - Gymnammodytes cicerelus
  - Gymnammodytes semisquamatus
  - Gymnammodytes capensis
- ヨロイイカナゴ属 Lepidammodytes
  - ヨロイイカナゴ Lepidammodytes macrophthalmus
- モトイカナゴ属 Protammodytes
  - モトイカナゴ Protammodytes brachistos
  - Protammodytes sarisa
  - Protammodytes ventrolineatus